# Karaganda (região)

Localização da região de Qaraghandy

Karaganda ou Qaraghandy (em cazaque cirílico Қарағанды; em russo Карагандинская) é uma região do Cazaquistão. Sua capital é a cidade de Qarağandı (Karaganda). A população estimada da região é de 1.287.000 habitantes.